# Fußball-Bundesliga 2017/18

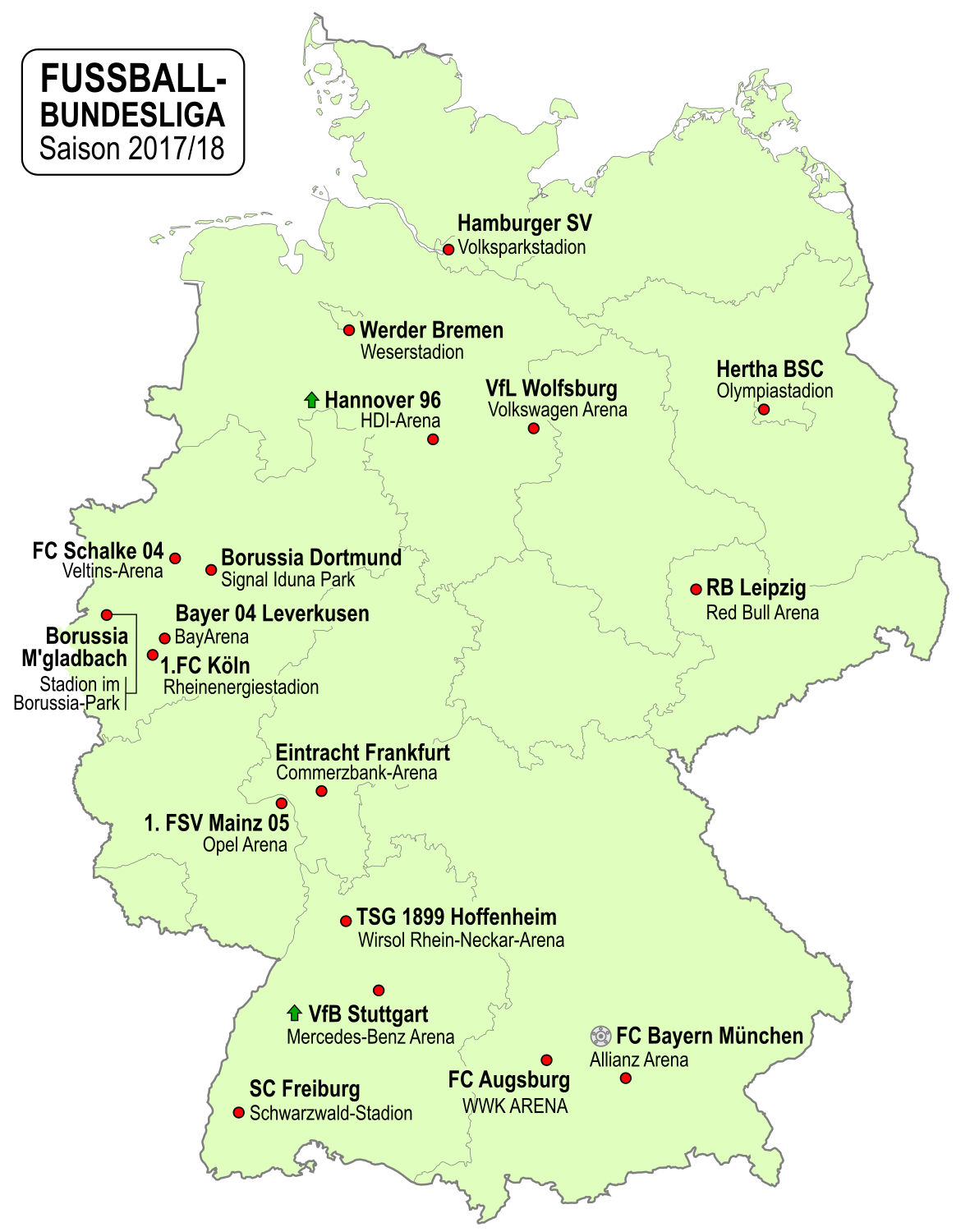
Teilnehmende Vereine der Bundesliga 2017/18

Die Bundesliga 2017/18 war die 55. Spielzeit der höchsten deutschen Spielklasse im Fußball der Männer. Sie begann am 18. August 2017 mit einem Heimspiel des Titelverteidigers FC Bayern München gegen Bayer 04 Leverkusen (3:1) und endete am 12. Mai 2018. Vom 18. Dezember 2017 bis zum 11. Januar 2018 wurde sie durch eine verkürzte Winterpause unterbrochen.
Am 29. Spieltag wurde der FC Bayern München durch einen 4:1-Auswärtserfolg beim FC Augsburg zum sechsten Mal in Folge Deutscher Fußballmeister. Nach dem 32. Spieltag stand der 1. FC Köln als erster Absteiger in die 2. Bundesliga fest. Am letzten Spieltag stieg mit dem Hamburger SV der letzte Verein ab, der seit Einführung der Bundesliga ununterbrochen der höchsten Spielklasse angehört hatte. Der VfL Wolfsburg erreichte den Relegationsplatz und sicherte sich gegen den Dritten der 2. Bundesliga Holstein Kiel den Klassenverbleib.

## Saisonverlauf

### Meisterschaftskampf und Kampf um internationale Starterplätze
Der FC Bayern München startete gut in die Saison, musste sich jedoch am 3. Spieltag nach zwei Auftaktsiegen der TSG 1899 Hoffenheim mit 0:2 geschlagen geben und kassierte somit ungewohnt früh die erste Niederlage der Saison. Die unter Carlo Ancelotti zunehmend inkonstante Spielführung hatte zur Folge, dass der Anschluss an den Tabellenführer aus Dortmund frühzeitig verpasst wurde. Nach einem 2:2 am 6. Spieltag gegen den VfL Wolfsburg, bei dem man eine 2:0-Führung noch verspielte und der darauffolgenden 0:3-Niederlage bei Paris Saint-Germain in der Champions League sah man keine Perspektive mehr und entließ Ancelotti. Wie sich nach der Entlassung herausstellte, hatte neben mangelnder Flexibilität in Bezug auf die Spielsysteme der Mannschaft auch das Verhalten gegenüber Schlüsselspielern wie Thomas Müller, Arjen Robben oder Franck Ribéry, welche Ancelotti durchaus in wichtigen Spielen auf der Reservebank behalten hatte, zu dieser Entscheidung geführt. Nach einem Unentschieden gegen Hertha BSC unter Interimstrainer Willy Sagnol wurde überraschenderweise am 9. Oktober Jupp Heynckes für seine insgesamt vierte Amtszeit als neuer Cheftrainer vorgestellt. Unter dem aus dem Ruhestand zurückgekehrten Routinier gelang der Mannschaft ein 5:0 gegen den SC Freiburg, die einzige weitere Niederlage des FC Bayern bis zum Ende der Hinrunde gab es an Heynckes’ alter Wirkungsstätte in Mönchengladbach, wo man mit 1:2 verlor. Auch die Trainingsverletzung des neuen Kapitäns Manuel Neuer, welche für diesen das Aus für den Rest der Saison bedeutete, konnte das Team mit dessen Ersatz Sven Ulreich nach kleineren Startschwierigkeiten gut kompensieren. Selbst der reaktivierte Keeper Tom Starke behauptete sich noch einmal in seinem 100. Bundesligaspiel. Durch den harten Konkurrenzkampf um Europa war es dem „Ligaprimus“ möglich, seine Tabellenführung fast ungehindert ausbauen. Nach Hoffenheim und Mönchengladbach war RB Leipzig am 27. Spieltag erst die dritte Mannschaft, welche den Münchnern in dieser Saison eine Niederlage beibringen konnte. Dies änderte nichts daran, dass der Rekordmeister am 29. Spieltag vorzeitig seine sechste Meisterschaft in Folge feiern konnte. Am letzten Spieltag verlor man gegen den VfB Stuttgart mit 1:4.
Schalke 04 hatte in der Sommerpause das Dienstverhältnis mit Markus Weinzierl beendet und verpflichtete Domenico Tedesco, der zuvor den FC Erzgebirge Aue zum Klassenerhalt in der zweiten Liga geführt hatte. Die Schalker starteten mit einem 2:0-Heimerfolg über RB Leipzig in die neue Saison und etablierten sich im Verlauf der Hinrunde in den europäischen Plätzen. Spielfreude und Kreativität fanden unter Tedesco wieder in die Spieltaktik der Königsblauen Einzug. So konnte unter anderem im Revierderby nach einem 0:4-Rückstand in Dortmund bis zur 60. Minute in der Restspielzeit noch ein vorher nicht für möglich gehaltenes 4:4 erzielt werden. Die Rückrunde startete sehr durchwachsen, ab dem 25. Spieltag aber verlor die Mannschaft nur noch ein einziges Spiel und wurde am Saisonende Vizemeister.
Borussia Dortmunds Saison begann hoffnungsvoll. Vor der Saison wurde Peter Bosz vom Europa-League-Finalisten Ajax Amsterdam verpflichtet. Nach einem 3:0-Erfolg beim VfL Wolfsburg spielte sich der BVB in einen Rausch und verteidigte bis zum 8. Spieltag ohne eine einzige Niederlage die Tabellenspitze. Mit einem 6:1 gegen Borussia Mönchengladbach am 6. Spieltag feierte man zudem den höchsten Erfolg in der gesamten Hinrunde. Der Höhenflug währte jedoch nicht mehr lange. Am 8. Spieltag verloren die Schwarz-Gelben gegen den Vizemeister RB Leipzig zuhause mit 2:3, was die erste Heimniederlage in der Bundesliga nach zweieinhalb Jahren darstellte. Nach einem Unentschieden und einer weiteren Niederlage, diesmal gegen Hannover 96, musste das Team am 10. Spieltag Rang 1 an den FC Bayern übergeben und rutschte in eine Negativserie. Bis zum 16. Spieltag gelangen nur noch zwei Unentschieden und drei Niederlagen, zudem zog man in der Champions League mit Glück und einem sehr schlechten Ergebnis von nur zwei Punkten noch in die Europa League ein. Höhepunkt der Dortmunder Krise war das 4:4 im Revierderby gegen den FC Schalke 04, als man einen Vier-Tore Vorsprung aus der Hand gab. Dies bedeutete gleichzeitig das Ende von Peter Bosz beim BVB. Auf ihn folgte vor dem 16. Spieltag der zuvor beim 1. FC Köln entlassene Österreicher Peter Stöger, welcher die Mannschaft wieder stabilisierte. Trotz allem hatte diese weiter mit dem Ausfall von Marco Reus, welcher verletzungsbedingt fehlte, einer instabilen Abwehr, einem Mangel an Tempo im Zentrum und einem launischen Pierre-Emerick Aubameyang, welcher trotzdem erneut Topscorer und -Torjäger des BVB war, zu kämpfen. Gerade jener Aubameyang stellte auf der einen Seite mit seinem provozierenden Verhalten und eindeutigen Wechselabsichten den Mannschaftsfrieden auf die Probe, auf der anderen fehlten dem BVB in jedem Spiel, in dem er sich nicht im Kader befand, trotzdem seine wichtigen Tore. Trotzdem gelangen fortan unter Stöger nur noch Siege und Unentschieden. Dortmund erreichte mit zwei Siegen unter Stöger zum Ende der Hinrunde nach einem zeitweiligen Fall bis auf Platz 10 die Überwinterung auf Rang 3. Nach Aubameyangs Wechsel zum FC Arsenal im Januar 2018 wurde mit dem Belgier Michy Batshuayi als Leihgabe vom FC Chelsea ein treffsicherer Stürmer verpflichtet, welcher gleich in seinem Ligadebüt zweimal traf und auch als Joker seine Qualitäten unter Beweis stellte, jedoch verletzungsbedingt ein paar Spieltage vor Schluss ausfiel. Auch Marco Reus, der im März 2018 seinen Vertrag bis 2023 verlängerte, war nach langer Pause endlich wieder dabei und ergänzte das Team durch sein gewohnt starkes Spiel, war zeitweise sogar Kapitän für den aus dem Kader gestrichenen Marcel Schmelzer. Am 28. Spieltag setzte es mit einem 0:6 gegen die Bayern die höchste Saisonniederlage und gleichzeitig die höchste Pleite seit 1991.

### Abstiegskampf
Während die beiden Aufsteiger Hannover 96 und VfB Stuttgart den Klassenerhalt meisterten, war der Kampf um den Verbleib in der Liga klar vom Schicksal des 1. FC Köln und des Hamburger SV bestimmt. Ab dem dritten Spieltag hielten die Kölner einsam die komplette Hinrunde über die rote Laterne und reihten sich auch gleich in diverse Negativrekordlisten ein. Der erste Saisonsieg gelang der „mental und körperlich schwer angeschlagenen“ Mannschaft erst zum Abschluss der Hinrunde unter dem für Vorgänger Peter Stöger verpflichteten Trainer Stefan Ruthenbeck, was gleichzeitig auch das Überholen des Negativspitzenreiters Tasmania Berlin als schlechteste Hinrundenmannschaft verhinderte. Mit sechs Zählern überwinterte der „Effzeh“ hinter dem Hamburger SV und Werder Bremen mit je 15 Punkten. Neben einer im Hinrundenverlauf immer länger werdenden Verletztenliste, welche sowohl in der Liga als auch im DFB-Pokal den zweckmäßigen Einsatz mehrerer Jugendspieler in der Profi-Elf zur Folge hatte, spielte ebenso die Doppelbelastung durch die Einsätze in der überraschenderweise erreichten Gruppenphase der Europa League, wo Köln unter anderem den FC Arsenal und BATE Baryssau schlug, eine Rolle. Nach der Verpflichtung Ruthenbecks spielte die Mannschaft stärker und begann eine Aufholjagd. So befand sich Köln nach dem 24. Spieltag zwar immer noch auf Platz 18, hatte aber aus sieben Partien elf Punkte geholt und stand mit dem 17., Hamburg, punktgleich. Nach einem 2:0 gegen Leverkusen gaben die Geißböcke am 27. erstmals seit dem 3. Spieltag die rote Laterne an Hamburg weiter. Nach dem zwischenzeitlichen Höhenflug wurde man jedoch einen Spieltag später mit 0:6 von Hoffenheim überrollt.
Auch die bereits genannten Teams von Werder Bremen, welches die Vorsaison im Mittelfeld abgeschlossen hatte, und der Hamburger SV, welcher als „Liga-Dino“ erst 2016/17 knapp den historischen Abstieg verhinderte, entwickelten sich zunehmend zu Sorgenkindern. Weder Florian Kohfeldt, welcher als ehemaliger Trainer der zweiten Mannschaft der Bremer Vorgänger Alexander Nouri ins Profigeschäft folgte, noch der kampfstarke Kapitän Max Kruse oder der reflexstarke Tscheche Jiří Pavlenka (mit 20 Gegentreffern drittbester Wert der Hinrunde) im Tor konnten eine desaströse Hinrunde mit der zweitschlechtesten Torausbeute der Liga (dreizehn Treffer gemeinsam mit dem VfB Stuttgart vor dem 1. FC Köln) und nur drei Siegen mit Überwinterung auf dem Relegationsplatz nicht verhindern. Am 24. Spieltag schaffte Bremen nach einem 1:0 im Nordderby gegen Hamburg den Sprung aus der Abstiegszone, die Saison beendete das Team letztendlich als Tabellenelfter. Eben jene Hamburger leisteten am 32. Spieltag Schützenhilfe, was den Werderanern den vorzeitigen Klassenerhalt bescherte.
Der VfB Stuttgart reagierte in der Winterpause auf seine Torflaute mit der Verpflichtung des bereits zum zweiten Mal für den Verein spielenden Stürmers Mario Gómez, welcher in 12 Einsätzen für den VfL Wolfsburg jedoch nur einen Treffer erzielen konnte und erst ausgerechnet im Duell gegen seinen Ex-Klub wieder einmal traf. Zumal der Weggang des Angreifers Simon Terodde (mit zwei Toren in 15 Partien ähnlich harmlos), den sich der 1. FC Köln sicherte, kompensiert werden musste. Gleich an den ersten beiden Spieltagen der Rückrunde erzielte Terodde mit nur wenigen Torschüssen gleich drei Treffer. Des Weiteren musste Trainer Hannes Wolf nach dem 20. Spieltag seinen Posten räumen und wurde durch Tayfun Korkut ersetzt, unter dem auch Gómez wieder häufiger und teilweise sogar doppelt traf. Nach der Übernahme des anfangs sehr kritisch betrachteten Korkut setzte sich der VfB immer weiter von der Abstiegszone ab, in der sich immer noch Wolfsburg und auch der 1. FSV Mainz 05 befanden. Am 31. Spieltag gelang dem VfB der vorzeitige Klassenerhalt, Mitaufsteiger Hannover 96 folgte zwei Wochenenden später, ebenso Mainz 05.
Auf Seiten des HSV brachten die Aktionen des Brasilianers Walace abseits des Spielfelds eine Menge Unruhe in die Mannschaft. Der kaum spielende und im Januar 2017 für 9,2 Millionen Euro verpflichtete, potenzielle Leistungsträger verdingte sich eher mit der Suche nach einem möglichen neuen Arbeitgeber und fiel durch mangelnde Teilnahme an Aktivitäten der Mannschaft negativ auf. Bobby Wood, welchem in 13 Partien das Vertrauen seines Trainers Markus Gisdol geschenkt wurde, kam angesichts eines Formtiefs nicht über einen einzigen Treffer hinaus. In der Defensive fielen vor allem Kyriakos Papadopoulos und Stammtorwart Christian Mathenia mit mehreren groben Schnitzern auf. Nach einer guten Leistung in der Testspielphase der Winterpause stand am ersten Spieltag der Rückrunde Mathenias direkter Konkurrent Julian Pollersbeck zwischen den Pfosten, wurde aber bald wieder von Mathenia abgelöst. Bernd Hollerbach kehrte nach dem 0:2 im Kellerduell gegen den 1. FC Köln überraschend als Nachfolger von Gisdol an die Elbe zurück. Trotz allem stand die schlechteste Rückrundenmannschaft mit drei Treffern und zwei Punkten aus sieben Partien nach dem 24. Spieltag im tiefroten Bereich, selbst Köln hatte mittlerweile mehr Treffer erzielt und nur ein minimal besseres Torverhältnis trennte den „Dino“ noch von Platz 18. Den schwer angeschlagenen Klub übernahm im Anschluss an die Trennung von Hollerbach sowie mehreren Funktionären der Bundesliga-unerfahrene, bisherige Trainer der erfolgreichen zweiten Mannschaft, Christian Titz, welcher den erstmaligen Abstieg auf den letzten Rang am 27. Spieltag nicht verhindern konnte und als Konsequenz unter anderem Spieler wie Walace in die Regionalliga-Mannschaft verbannte. Seinen ersten Achtungserfolg erreichte er mit einem 3:2 seines HSV gegen den Tabellenzweiten aus Gelsenkirchen, was auch gleichzeitig Köln wieder auf den letzten Platz verdrängte. Nach dem 32. Spieltag stand der 1. FC Köln als erster Absteiger fest, während der Hamburger SV zu diesem Zeitpunkt den Rückstand auf Relegationsplatz 16 auf zwei Punkte verkürzen konnte. Am letzten Spieltag rettete sich der SC Freiburg mit einem Sieg über den FC Augsburg, Hamburg war auf Hilfe aus Köln gegen den direkten Konkurrenten Wolfsburg angewiesen. Doch der Sieg in einem der besten Spiele der Hamburger der Saison half nichts – Wolfsburg hielt nach einem 4:1 über den Tabellenletzten den Relegationsplatz. Der HSV musste damit nach 54 Jahren den Weg in die Zweitklassigkeit, der zudem der erste in der Vereinsgeschichte war, antreten. Überschattet wurde die auf zwei Minuten angesetzte Nachspielzeit, welche erst nach einer viertelstündigen Unterbrechung angepfiffen werden konnte. Enttäuschte Hamburger Fans, welche unter anderem Bengalos auf das Feld warfen, zwangen Einsatzkräfte der Hamburger Polizei und Stadionordner zum Einschreiten.

## Statistiken

### Abschlusstabelle
| Pl.               | Verein                   | Sp. | S  | U  | N  | Tore    | Diff. | Punkte | Anm.   |
| ----------------- | ------------------------ | --- | -- | -- | -- | ------- | ----- | ------ | ------ |
| 1.                | FC Bayern München (M)    | 34  | 27 | 3  | 4  | 092:280 | +64   | 84     | M / CL |
| 2.                | FC Schalke 04            | 34  | 18 | 9  | 7  | 053:370 | +16   | 63     | CL     |
| 3.                | TSG 1899 Hoffenheim      | 34  | 15 | 10 | 9  | 066:480 | +18   | 55     | CL     |
| 4.                | Borussia Dortmund (P)    | 34  | 15 | 10 | 9  | 064:470 | +17   | 55     | CL     |
| 5.                | Bayer 04 Leverkusen      | 34  | 15 | 10 | 9  | 058:440 | +14   | 55     | EL     |
| 6.                | RB Leipzig               | 34  | 15 | 8  | 11 | 057:530 | +4    | 53     | (EL)   |
| 7.                | VfB Stuttgart (N)        | 34  | 15 | 6  | 13 | 036:360 | ±0    | 51     |        |
| 8.                | Eintracht Frankfurt      | 34  | 14 | 7  | 13 | 045:450 | ±0    | 49     | EL     |
| 9.                | Borussia Mönchengladbach | 34  | 13 | 8  | 13 | 047:520 | −5    | 47     |        |
| 10.               | Hertha BSC               | 34  | 10 | 13 | 11 | 043:460 | −3    | 43     |        |
| 11.               | Werder Bremen            | 34  | 10 | 12 | 12 | 037:400 | −3    | 42     |        |
| 12.               | FC Augsburg              | 34  | 10 | 11 | 13 | 043:460 | −3    | 41     |        |
| 13.               | Hannover 96 (N)          | 34  | 10 | 9  | 15 | 044:540 | −10   | 39     |        |
| 14.               | 1. FSV Mainz 05          | 34  | 9  | 9  | 16 | 038:520 | −14   | 36     |        |
| 15.               | SC Freiburg              | 34  | 8  | 12 | 14 | 032:560 | −24   | 36     |        |
| 16.               | VfL Wolfsburg (R)        | 34  | 6  | 15 | 13 | 036:480 | −12   | 33     | ( ▼)   |
| 17.               | Hamburger SV             | 34  | 8  | 7  | 19 | 029:530 | −24   | 31     | ▼      |
| 18.               | 1. FC Köln               | 34  | 5  | 7  | 22 | 035:700 | −35   | 22     | ▼      |
| Stand: Saisonende |                          |     |    |    |    |         |       |        |        |

| Zum Saisonende 2016/17: | |
| (M)                     | Deutscher Meister: FC Bayern München                                                                                      |
| (P)                     | DFB-Pokal-Sieger: Borussia Dortmund                                                                                       |
| (R)                     | Sieger der Relegation: VfL Wolfsburg                                                                                      |
| (N)                     | Aufsteiger aus der 2. Bundesliga: VfB Stuttgart & Hannover 96                                                             |
| Zum Saisonende 2017/18: | |
| M                       | Deutscher Meister: FC Bayern München                                                                                      |
| CL                      | Teilnehmer an der UEFA Champions League 2018/19: FC Bayern München, FC Schalke 04, TSG 1899 Hoffenheim, Borussia Dortmund |
| EL                      | Teilnehmer an der UEFA Europa League 2018/19: Bayer 04 Leverkusen, Eintracht Frankfurt (als DFB-Pokal-Sieger)             |
| (EL)                    | Teilnehmer an der 2. Qualifikationsrunde zur Europa League 2018/19: RB Leipzig                                            |
| ( ▼)                    | Teilnehmer an den Relegationsspielen gegen den Dritten der 2. Bundesliga 2017/18: VfL Wolfsburg                           |
| ▼                       | Absteiger in die 2. Bundesliga 2018/19: Hamburger SV, 1. FC Köln                                                          |

### Tabellenverlauf
Die Nummer vor dem Vereinsnamen gibt die Abschlussposition an, um die Zuordnung zu erleichtern.

### Kreuztabelle
Die Kreuztabelle stellt die Ergebnisse aller Spiele dieser Saison dar. Die Heimmannschaft ist in der linken Spalte, die Gastmannschaft in der oberen Zeile aufgelistet.
| 2017/18                  |     |     |     |     |     |     |     |     |     |     | Eintracht Frankfurt |     |     |     |     |     |     |     |
| ------------------------ | --- | --- | --- | --- | --- | --- | --- | --- | --- | --- | ------------------- | --- | --- | --- | --- | --- | --- | --- |
| FC Bayern München        |     | 2:0 | 6:0 | 5:2 | 1:0 | 0:0 | 5:0 | 4:2 | 5:1 | 2:1 | 4:1                 | 3:1 | 3:0 | 6:0 | 4:0 | 2:2 | 1:4 | 3:1 |
| RB Leipzig               | 2:1 |     | 1:1 | 2:5 | 1:2 | 2:3 | 4:1 | 2:0 | 2:2 | 3:1 | 2:1                 | 1:4 | 2:0 | 1:1 | 2:2 | 4:1 | 1:0 | 2:1 |
| Borussia Dortmund        | 1:3 | 2:3 |     | 2:1 | 5:0 | 2:0 | 2:2 | 1:2 | 6:1 | 4:4 | 3:2                 | 4:0 | 1:1 | 2:0 | 1:2 | 0:0 | 3:0 | 1:0 |
| TSG 1899 Hoffenheim      | 2:0 | 4:0 | 3:1 |     | 6:0 | 1:1 | 1:1 | 1:0 | 1:3 | 2:0 | 1:1                 | 1:4 | 2:2 | 2:0 | 4:2 | 3:0 | 1:0 | 3:1 |
| 1. FC Köln               | 1:3 | 1:2 | 2:3 | 0:3 |     | 0:2 | 3:4 | 0:0 | 2:1 | 2:2 | 0:1                 | 2:0 | 1:1 | 1:3 | 1:1 | 1:0 | 2:3 | 1:1 |
| Hertha BSC               | 2:2 | 2:6 | 1:1 | 1:1 | 2:1 |     | 0:0 | 1:1 | 2:4 | 0:2 | 1:2                 | 2:1 | 2:2 | 2:1 | 0:2 | 0:0 | 2:0 | 3:1 |
| SC Freiburg              | 0:4 | 2:1 | 0:0 | 3:2 | 3:2 | 1:1 |     | 1:0 | 1:0 | 0:1 | 0:0                 | 0:0 | 2:0 | 0:0 | 2:1 | 0:2 | 1:2 | 1:1 |
| Werder Bremen            | 0:2 | 1:1 | 1:1 | 1:1 | 3:1 | 0:0 | 0:0 |     | 0:2 | 1:2 | 2:1                 | 0:0 | 0:3 | 1:0 | 2:2 | 3:1 | 1:0 | 4:0 |
| Borussia Mönchengladbach | 2:1 | 0:1 | 0:1 | 3:3 | 1:0 | 2:1 | 3:1 | 2:2 |     | 1:1 | 0:1                 | 1:5 | 2:0 | 3:1 | 1:1 | 3:0 | 2:0 | 2:1 |
| FC Schalke 04            | 0:3 | 2:0 | 2:0 | 2:1 | 2:2 | 1:0 | 2:0 | 1:2 | 1:1 |     | 1:0                 | 1:1 | 3:2 | 2:0 | 2:0 | 1:1 | 3:1 | 1:1 |
| Eintracht Frankfurt      | 0:1 | 2:1 | 2:2 | 1:1 | 4:2 | 0:3 | 1:1 | 2:1 | 2:0 | 2:2 |                     | 0:1 | 1:2 | 3:0 | 3:0 | 0:1 | 2:1 | 1:0 |
| Bayer 04 Leverkusen      | 1:3 | 2:2 | 1:1 | 2:2 | 2:1 | 0:2 | 4:0 | 1:0 | 2:0 | 0:2 | 4:1                 |     | 0:0 | 3:0 | 2:0 | 2:2 | 0:1 | 3:2 |
| FC Augsburg              | 1:4 | 1:0 | 1:2 | 0:2 | 3:0 | 1:1 | 3:3 | 1:3 | 2:2 | 1:2 | 3:0                 | 1:1 |     | 1:0 | 2:0 | 2:1 | 0:1 | 1:2 |
| Hamburger SV             | 0:1 | 0:2 | 0:3 | 3:0 | 0:2 | 1:2 | 1:0 | 0:0 | 2:1 | 3:2 | 1:2                 | 1:2 | 1:0 |     | 0:0 | 0:0 | 3:1 | 1:1 |
| 1. FSV Mainz 05          | 0:2 | 3:0 | 0:2 | 2:3 | 1:0 | 1:0 | 2:0 | 1:2 | 0:0 | 0:1 | 1:1                 | 3:1 | 1:3 | 3:2 |     | 1:1 | 3:2 | 0:1 |
| VfL Wolfsburg            | 1:2 | 1:1 | 0:3 | 1:1 | 4:1 | 3:3 | 3:1 | 1:1 | 3:0 | 0:1 | 1:3                 | 1:2 | 0:0 | 1:3 | 1:1 |     | 1:1 | 1:1 |
| VfB Stuttgart            | 0:1 | 0:0 | 2:1 | 2:0 | 2:1 | 1:0 | 3:0 | 2:0 | 1:0 | 0:2 | 1:0                 | 0:2 | 0:0 | 1:1 | 1:0 | 1:0 |     | 1:1 |
| Hannover 96              | 0:3 | 2:3 | 4:2 | 2:0 | 0:0 | 3:1 | 2:1 | 2:1 | 0:1 | 1:0 | 1:2                 | 4:4 | 1:3 | 2:0 | 3:2 | 0:1 | 1:1 |     |

### Relegation
Die beiden Relegationsspiele zwischen dem Sechzehnten der Bundesliga und dem Dritten der 2. Bundesliga wurden am 17. und 21. Mai 2018 ausgetragen.
| Datum                                            |               | Ergebnis  | !Tore                                                                                     |
| ------------------------------------------------ | ------------- | --------- | ----------------------------------------------------------------------------------------- |
| 17. Mai 2018                                     | VfL Wolfsburg | 3:1 (2:1) | Holstein Kiel \|\|1:0 Origi (13.),1:1 Schindler (34.), 2:1 Brekalo (40.), 3:1 Malli (56.) |
| 21. Mai 2018                                     | Holstein Kiel | 0:1 (0:0) | VfL Wolfsburg \|\|0:1 Knoche (75.)                                                        |
| Gesamt:                                          | VfL Wolfsburg | 4:1       | Holstein Kiel \|\|                                                                        |
| Damit blieb der VfL Wolfsburg in der Bundesliga. |               |           |                                                                                           |

### Torschützenliste
Bei gleicher Anzahl an Toren sind die Spieler alphabetisch gelistet.
| Pl.               | Spieler                     | Mannschaft          | Tore |
| ----------------- | --------------------------- | ------------------- | ---- |
| 01.               | Robert Lewandowski          | FC Bayern München   | 29   |
| 02.               | Nils Petersen               | SC Freiburg         | 15   |
| 03.               | Niclas Füllkrug             | Hannover 96         | 14   |
| 03.               | Mark Uth                    | TSG 1899 Hoffenheim | 14   |
| 03.               | Kevin Volland               | Bayer 04 Leverkusen | 14   |
| 06.               | Pierre-Emerick Aubameyang 1 | Borussia Dortmund   | 13   |
| 06.               | Michael Gregoritsch         | FC Augsburg         | 13   |
| 06.               | Andrej Kramarić             | TSG 1899 Hoffenheim | 13   |
| 06.               | Timo Werner                 | RB Leipzig          | 13   |
| 10.               | Alfreð Finnbogason          | FC Augsburg         | 12   |
| 10.               | Salomon Kalou               | Hertha BSC          | 12   |
| 10.               | Sandro Wagner               | FC Bayern München 2 | 12   |
| Stand: Saisonende |                             |                     |      |

### Scorerliste
Als Scorerpunkt(e) (Ges.) zählen sowohl die erzielten Tore als auch die Torvorlagen (Vorl.) eines Spielers. Bei gleicher Anzahl von Scorerpunkten sind die Spieler zuerst nach der Anzahl der Tore und danach alphabetisch geordnet.
| Pl.               | Spieler                     | Mannschaft          | Ges. | Tore | Vorl. |
| ----------------- | --------------------------- | ------------------- | ---- | ---- | ----- |
| 1.                | Robert Lewandowski          | FC Bayern München   | 33   | 29   | 04    |
| 2.                | Mark Uth                    | TSG 1899 Hoffenheim | 22   | 14   | 08    |
| 2.                | Thomas Müller               | FC Bayern München   | 22   | 08   | 14    |
| 4.                | Andrej Kramarić             | TSG 1899 Hoffenheim | 20   | 13   | 07    |
| 4.                | Timo Werner                 | RB Leipzig          | 20   | 13   | 07    |
| 6.                | Nils Petersen               | SC Freiburg         | 19   | 15   | 04    |
| 7.                | James Rodríguez             | FC Bayern München   | 18   | 07   | 11    |
| 8.                | Niclas Füllkrug             | Hannover 96         | 17   | 14   | 03    |
| 8.                | Kevin Volland               | Bayer 04 Leverkusen | 17   | 14   | 03    |
| 8.                | Pierre-Emerick Aubameyang 1 | Borussia Dortmund   | 17   | 13   | 04    |
| 8.                | Michael Gregoritsch         | FC Augsburg         | 17   | 13   | 04    |
| Stand: Saisonende |                             |                     |      |      |       |

### Meiste Torvorlagen
Bei gleicher Anzahl von Vorlagen sind die Spieler alphabetisch geordnet.
| Pl.               | Spieler          | Mannschaft          | Vorlagen |
| ----------------- | ---------------- | ------------------- | -------- |
| 01.               | Thomas Müller    | FC Bayern München   | 14       |
| 02.               | Joshua Kimmich   | FC Bayern München   | 13       |
| 02.               | Philipp Max      | FC Augsburg         | 13       |
| 04.               | James Rodríguez  | FC Bayern München   | 11       |
| 05.               | Caiuby           | FC Augsburg         | 09       |
| 05.               | Daniel Caligiuri | FC Schalke 04       | 09       |
| 05.               | Kai Havertz      | Bayer 04 Leverkusen | 09       |
| 08.               | Mark Uth         | TSG 1899 Hoffenheim | 08       |
| 08.               | Marius Wolf      | Eintracht Frankfurt | 08       |
| 10.               | Leon Bailey      | Bayer 04 Leverkusen | 07       |
| 10.               | Amine Harit      | FC Schalke 04       | 07       |
| 10.               | Andrej Kramarić  | TSG 1899 Hoffenheim | 07       |
| 10.               | Max Kruse        | Werder Bremen       | 07       |
| 10.               | Timo Werner      | RB Leipzig          | 07       |
| Stand: Saisonende |                  |                     |          |

### Stadien, Zuschauer, Sponsoring und Ausstatter
Durch den Abstieg des FC Ingolstadt und des SV Darmstadt 98, die sehr kleine Stadien haben, und dem gleichzeitigen Aufstieg von Hannover 96 und dem VfB Stuttgart mit überdurchschnittlich großen Arenen erhöhte sich die Zuschauerkapazität der 18 Bundesligastadien gegenüber der Vorsaison um rund 73.000 Plätze. Dies entsprach etwa einem Zehntel mehr an Plätzen in den Stadien als 2016/17. Entsprechend stieg die durchschnittliche Zuschauerzahl bei nahezu gleicher prozentualer Auslastung der Stadien wie im Vorjahr (91 %) um rund 4000 – ein Zehntel mehr als 2016/17.
Nach Auslaufen des zentralen Vertrags mit Hermes Europe durften die Bundesligateams zur Saison 2017/18 erstmals eigene Verträge mit Ärmelsponsoren abschließen.
|                   | Verein                   | Stadion (Sponsorenname)                        | Kapazität | Zuschauer   | pro Spiel | Auslastung | ausverkauft | Trikotsponsor           | Ärmelsponsor                | Ausstatter         | Dauerkarten |
| ----------------- | ------------------------ | ---------------------------------------------- | --------- | ----------- | --------- | ---------- | ----------- | ----------------------- | --------------------------- | ------------------ | ----------- |
| 01.               | Borussia Dortmund        | Westfalenstadion (Signal Iduna Park)           | 81.359    | 1.351.439   | 79.496    | 97,71 %    | 10/17       | Evonik Industries       | Opel                        | Puma               | 55.000      |
| 02.               | FC Bayern München        | Allianz Arena                                  | 75.000    | 1.275.000   | 75.000    | 100,00 %   | 17/17       | Deutsche Telekom        | Hamad International Airport | Adidas             | 38.000      |
| 03.               | FC Schalke 04            | Veltins-Arena                                  | 62.271    | 1.042.041   | 61.297    | 98,44 %    | 6/17        | Gazprom                 | Allyouneed fresh            | Adidas             | 43.935      |
| 04.               | VfB Stuttgart            | Mercedes-Benz Arena                            | 60.449    | 0956.722    | 56.278    | 93,1 %     | 4/17        | Mercedes-Benz Bank      | GAZI                        | Puma               | 31.500      |
| 05.               | Borussia Mönchengladbach | Borussia-Park                                  | 54.018    | 0866.755    | 50.986    | 94,3 %     | 5/17        | Postbank                | H-Hotels                    | Kappa              | 30.000      |
| 06.               | Hamburger SV             | Volksparkstadion                               | 57.000    | 0861.146    | 50.656    | 88,87 %    | 2/17        | Emirates                | Popp Feinkost               | Adidas             | 26.000      |
| 07.               | Eintracht Frankfurt      | Commerzbank-Arena                              | 51.500    | 0835.700    | 49.159    | 95,45 %    | 6/17        | Indeed                  | Deutsche Börse              | Nike               | 28.000      |
| 08.               | 1. FC Köln               | Rheinenergiestadion                            | 49.698    | 0829.200    | 48.776    | 98,15 %    | 10/17       | Rewe Group              | DEVK                        | Erima              | 25.500      |
| 09.               | Hertha BSC               | Olympiastadion Berlin                          | 74.400    | 0770.422    | 45.319    | 60,91 %    | 0/17        | Bet-at-home             | TEDi                        | Nike               | 18.000      |
| 10.               | Hannover 96              | HDI-Arena                                      | 49.000    | 0726.000    | 42.706    | 87,15 %    | 6/17        | Heinz von Heiden        | HDI                         | Jako               | 23.500      |
| 11.               | Werder Bremen            | Weserstadion                                   | 42.100    | 0693.992    | 40.823    | 96,97 %    | 11/17       | Wiesenhof               | H-Hotels                    | Nike               | 25.500      |
| 12.               | RB Leipzig               | Red Bull Arena                                 | 42.279    | 0669.741    | 39.397    | 93,18 %    | 6/17        | Red Bull                | CG Gruppe                   | Nike               | 19.000      |
| 13.               | 1. FSV Mainz 05          | Opel Arena                                     | 34.000    | 0489.027    | 28.766    | 84,61 %    | 2/17        | Kömmerling/Profine      | MFD Aviation                | Lotto Sport Italia | 17.500      |
| 14.               | TSG 1899 Hoffenheim      | Rhein-Neckar-Arena (Wirsol Rhein-Neckar-Arena) | 30.150    | 0488.180    | 28.716    | 95,25 %    | 10/17       | SAP                     | Prowin                      | Lotto Sport Italia | 16.300      |
| 15.               | Bayer 04 Leverkusen      | BayArena                                       | 30.210    | 0483.063    | 28.415    | 94,06 %    | 7/17        | Barmenia Versicherungen | Westminster-Gruppe          | Jako               | 19.000      |
| 16.               | FC Augsburg              | WWK Arena                                      | 30.660    | 0480.049    | 28.238    | 92,1 %     | 3/17        | WWK Versicherungsgruppe | baramundi software          | Nike               | 18.500      |
| 17.               | VfL Wolfsburg            | Volkswagen Arena                               | 30.000    | 0437.119    | 25.713    | 85,71 %    | 2/17        | Volkswagen              | UPS                         | Nike               | 21.500      |
| 18.               | SC Freiburg              | Dreisamstadion                                 | 24.000    | 0406.200    | 23.894    | 99,56 %    | 13/17       | Schwarzwaldmilch        | Badenova 2                  | Hummel             | 15.000      |
| Gesamt            | Gesamt                   |                                                | 0878.094  | 013.661.796 | 044.646   | 091,52 %   | 0120/306    |                         |                             |                    | 0470.235    |
| Stand: Saisonende |                          |                                                |           |             |           |            |             |                         |                             |                    |             |

## Cheftrainer
Interimstrainer sind berücksichtigt, sofern sie ein Spiel absolvierten. Die mit einem N markierten Cheftrainer übernahmen ihre Mannschaft neu zum Saisonbeginn. Die Vereine sind nach der Abschlusstabelle sortiert.
| Verein                   | Cheftrainer I       | bis Spieltag (Platz) | Cheftrainer II         | bis Spieltag (Platz) | Cheftrainer III |
| ------------------------ | ------------------- | -------------------- | ---------------------- | -------------------- | --------------- |
| FC Bayern München        | Carlo Ancelotti     | 6 (3.)               | Willy Sagnol (interim) | 7 (2.)               | Jupp Heynckes   |
| FC Schalke 04            | Domenico TedescoN   |                      |                        |                      |                 |
| TSG 1899 Hoffenheim      | Julian Nagelsmann   |                      |                        |                      |                 |
| Borussia Dortmund        | Peter BoszN         | 15 (8.)              | Peter Stöger           |                      |                 |
| Bayer 04 Leverkusen      | Heiko HerrlichN     |                      |                        |                      |                 |
| RB Leipzig               | Ralph Hasenhüttl    |                      |                        |                      |                 |
| VfB Stuttgart            | Hannes Wolf         | 20 (15.)             | Tayfun Korkut          |                      |                 |
| Eintracht Frankfurt      | Niko Kovač          |                      |                        |                      |                 |
| Borussia Mönchengladbach | Dieter Hecking      |                      |                        |                      |                 |
| Hertha BSC               | Pál Dárdai          |                      |                        |                      |                 |
| Werder Bremen            | Alexander Nouri     | 10 (17.)             | Florian Kohfeldt       |                      |                 |
| FC Augsburg              | Manuel Baum         |                      |                        |                      |                 |
| Hannover 96              | André Breitenreiter |                      |                        |                      |                 |
| 1. FSV Mainz 05          | Sandro SchwarzN     |                      |                        |                      |                 |
| SC Freiburg              | Christian Streich   |                      |                        |                      |                 |
| VfL Wolfsburg            | Andries Jonker      | 4 (14.)              | Martin Schmidt         | 23 (14.)             | Bruno Labbadia  |
| Hamburger SV             | Markus Gisdol       | 19 (17.)             | Bernd Hollerbach       | 26 (17.)             | Christian Titz  |
| 1. FC Köln               | Peter Stöger        | 14 (18.)             | Stefan Ruthenbeck      |                      |                 |

## Wissenswertes

### Allgemeines
- Mit Saisonbeginn wurde der Video-Assistent als zusätzliche Unterstützung für Schiedsrichter während des Spiels eingeführt. Der Video-Assistent wurde in der Vorsaison „offline“ getestet, ab dieser Saison wird eine direkte Verbindung zwischen dem Hauptschiedsrichter auf dem Feld und einem Video-Assistenten im sogenannten Kölner Keller hergestellt. Dabei werden nicht sämtliche strittige Szenen vom Video-Assistenten bewertet, sondern nur solche, bei denen es um mögliche Tore, Rote Karten (nicht aber Gelb-Rote Karten), Elfmeter oder Spielerverwechslungen geht.[27][28] Dieser wurde bereits am 1. Spieltag im Saisoneröffnungsspiel am 18. August 2017 zwischen dem FC Bayern München und Bayer 04 Leverkusen (3:1) erforderlich, nachdem Video-Assistent Jochen Drees Schiedsrichter Tobias Stieler auf ein von Charles Aránguiz an Robert Lewandowski begangenes Foul aufmerksam gemacht hatte; den berechtigten Strafstoß verwandelte Lewandowski in der 53. Minute zum 3:0.[29][30] Schon nach dem ersten Spieltag übte die DFL Kritik am Dienstleister Hawkeye. Bei zwei Begegnungen konnte das System erst in der zweiten Hälfte, bei einem Spiel überhaupt nicht verwendet werden. Darüber hinaus war die Hilfslinie für Abseitsentscheidungen für keine der 9 Partien verfügbar.[31] Am 6. November wurde der ehemalige Schiedsrichter Hellmut Krug nach Manipulationsvorwürfen zugunsten des FC Schalke 04 in der Partie gegen den VfL Wolfsburg (1:1) am 28. Oktober (10. Spieltag) von seinen Aufgaben als Projektleiter der Video-Assistenten entbunden. Der DFB erklärte jedoch, dass die Degradierung Krugs nicht in Zusammenhang mit den Vorwürfen stehe. Er werde stattdessen weiterhin Teil des Projektes sein.[32] Der erste Spieler, dessen Platzverweis seit Einführung des Video-Assistenten nachträglich zurückgenommen wurde, war Marius Wolf von Eintracht Frankfurt im Spiel gegen den FC Bayern München (0:1) am 9. Dezember (15. Spieltag). Nach einer Meldung durch den Video-Assistenten musste Wolf vom Zeugwart aus der Kabine zurückgeholt werden.[33]
- Die Partie am 10. September 2017 (3. Spieltag) zwischen Hertha BSC und Werder Bremen (1:1) wurde von Bibiana Steinhaus geleitet, die damit die erste Frau war, die die Leitung eines Spiels in der höchsten deutschen Spielklasse im Männerfußball übernahm.[34][35][36]
- Fiete Arp vom Hamburger SV ist mit seiner Einwechslung im Spiel gegen Werder Bremen (0:0) am 30. September 2017 (7. Spieltag) der erste Spieler der Bundesligageschichte, der ab dem Jahr 2000 geboren wurde.[37] Ebenso ist er mit seinem ersten Bundesligatreffer bei der 1:2-Niederlage des HSV bei Hertha BSC am 28. Oktober 2017 (10. Spieltag) der erste Torschütze in der Bundesligageschichte, der ab dem Jahr 2000 geboren wurde.
- Beim 3:0-Heimsieg des Hamburger SV gegen die TSG 1899 Hoffenheim am 26. November 2017 (13. Spieltag) erzielte der Hoffenheimer Kevin Akpoguma das 1000. Eigentor der Bundesligageschichte.
- Der 1. FC Köln stellte am 26. November 2017 (13. Spieltag) im Spiel gegen Hertha BSC (0:2) mit dem 16 Jahre alten Yann Aurel Bisseck den bislang jüngsten deutschen und hinter Nuri Şahin insgesamt zweitjüngsten Spieler der Bundesligageschichte auf.[38]
- Im Montagsspiel des 30. Spieltags am 16. April 2018 zwischen dem 1. FSV Mainz 05 gegen den SC Freiburg ereignete sich ein kurioses Szenario: Nachdem der Schiedsrichter Guido Winkmann zur Halbzeit gepfiffen hatte und sich die Spieler aus Freiburg bereits auf dem Weg in die Spielerkabine befanden, schritt die Video-Assistentin Bibiana Steinhaus aus Köln ein und wies auf ein Handspiel des Freiburger Verteidigers Marc Oliver Kempf hin. Winkmann entschied nach Begutachtung der Szene auf Handelfmeter und forderte Verantwortliche des SC Freiburg auf, die Mannschaft aus der Kabine zu holen, um den Elfmeter ausführen zu können. Nach minutenlangen Diskussionen verwandelte der Mainzer Pablo de Blasis den Elfmeter zur 1:0-Führung. Das Spiel endete schließlich mit einem 2:0 für Mainz.[39]
- Simon Asta vom FC Augsburg war mit seiner Einwechslung im Spiel gegen SC Freiburg (0:2) am 12. Mai 2018 (34. Spieltag) der erste Spieler der Bundesligageschichte mit dem Jahrgang 2001.[40]
- Mit dem Hamburger SV stieg nach 55 Spielzeiten Ligazugehörigkeit das letzte dauerhaft verbliebene Gründungsmitglied ab.
- Diese Saison war die erste, in der alle 18 Vereine sich zuvor bereits mindestens einmal für einen europäischen Fußballwettbewerb qualifiziert hatten.

### Rekorde
- Am 25. August 2017 (2. Spieltag) überbot Dennis Diekmeier vom Hamburger SV mit dem Spiel beim 1. FC Köln (1:3) den Rekord des ehemaligen Profis Markus Schuler für die meisten Spiele eines Feldspielers ohne Tor (183).[41] Diekmeier erzielte auch bis zum Saisonende kein Tor und baute den Rekord damit auf 203 Spiele aus. Anschließend spielte er nicht mehr in der Bundesliga.
- Martin Schmidt holte nach seinem Amtsantritt als Trainer des VfL Wolfsburg sieben Unentschieden in Serie gegen die Mannschaften von Werder Bremen, FC Bayern München, 1. FSV Mainz 05, Bayer 04 Leverkusen, TSG 1899 Hoffenheim, FC Schalke 04 und Hertha BSC. Kein Trainer spielte zuvor häufiger in Serie unentschieden nach Aufnahme seiner Tätigkeit. Mit dem 3:3 gegen Hertha BSC am 5. November 2017 (11. Spieltag) stellte der VfL Wolfsburg gleichzeitig den Rekord aufeinanderfolgender Unentschieden zusammen mit Waldhof Mannheim aus der Saison 1984/1985 (22. bis 28. Spieltag) ein und ist die zweite Mannschaft, der eine solche Serie zum zweiten Mal (nach der Saison 2010/11) gelang. Am 18. November 2017 (12. Spieltag) stoppte die Mannschaft den Trend mit einem 3:1-Heimsieg gegen den SC Freiburg. Berücksichtigt man dagegen die Anzahl der Spiele, ohne auf die Spieltagsreihenfolge zu achten, trägt nämlich Waldhof Mannheim den Rekord mit acht Unentschieden in Folge, allerdings ist bei diesen acht Spielen ein Nachholspiel vom 19. Spieltag enthalten.
- Vedad Ibišević von Hertha BSC traf beim 3:3 gegen den VfL Wolfsburg am 5. November 2017 (11. Spieltag) bereits das vierte Mal in seiner Karriere innerhalb der ersten 60 Sekunden einer Partie. Er stellte damit den Rekord von Gerd Müller ein.[42]
- Beim Heimsieg des FC Bayern München gegen den FC Augsburg (3:0) am 18. November 2017 (12. Spieltag) feierte Jupp Heynckes seinen 500. Sieg als Trainer und Spieler in der Fußball-Bundesliga. Ihn trennen nun 43 Siege vom Zweitplatzierten Otto Rehhagel, der sich im Ruhestand befindet.[43] Darüber hinaus ist er der bislang Einzige, der viermal denselben Bundesligisten trainierte.
- Beim 174. Revierderby zwischen Borussia Dortmund und dem FC Schalke 04 am 25. November 2017 (13. Spieltag) gelang es mit Schalke erstmals seit 1976 einer Mannschaft, einen 0:4-Rückstand aufzuholen. Einzig dem FC Bayern München war dies zuvor bereits gelungen, als er am 18. September 1976, dem 6. Spieltag der Saison 1976/77, einen 4:0-Rückstand gegen den VfL Bochum zu einem 6:5 zu seinen Gunsten drehen konnte.
- Philipp Max vom FC Augsburg und Joshua Kimmich vom FC Bayern bereiteten in dieser Spielzeit als Abwehrspieler je 13 Tore vor. Damit stellten sie unter den Verteidigern einen neuen Höchstwert die Vorlagen betreffend auf und überboten mit dieser Leistung Weltmeister Philipp Lahm.
- Der VfB Stuttgart musste nur 36 Gegentore hinnehmen, so wenige wie noch kein Aufsteiger zuvor. Die bisherige Bestmarke von 38 Gegentreffern hatte der FC Bayern in der Saison 1965/66 gesetzt.
- Borussia Dortmund stellte innerhalb des Wintertransferfensters einen neuen ligainternen Einnahmerekord für diese Transferperiode auf. Der Verein verdiente 74,5 Mio. Euro mit Spielerverkäufen und überbot somit die bisherige Bestmarke von 42,5 Mio. Euro, die der VfL Wolfsburg in der vorangegangenen Spielzeit aufgestellt hatte.[44]

### Höchstwerte der Saison
- Die höchsten Siege der Saison waren mit sechs Toren Differenz:
  - das 6:0 des FC Bayern München gegen den Hamburger SV am 26. Spieltag
  - das 6:0 der TSG 1899 Hoffenheim gegen den 1. FC Köln am 28. Spieltag
  - das 6:0 des FC Bayern München gegen Borussia Dortmund am 28. Spieltag
- Die torreichsten Partien der Saison waren mit jeweils acht Toren:
  - das 4:4 von Borussia Dortmund gegen den FC Schalke 04 am 13. Spieltag
  - das 4:4 von Hannover 96 gegen Bayer 04 Leverkusen am 17. Spieltag
  - das 2:6 von Hertha BSC gegen RB Leipzig am 34. Spieltag
- Die torreichsten Spieltage der Saison waren mit jeweils 36 Toren der 17. und 34. Spieltag.

## Schiedsrichter
Die Zahl der Schiedsrichter stieg im Vergleich zum Vorjahr von 23 auf 24 Schiedsrichter. Jochen Drees, Günter Perl und Wolfgang Stark waren aufgrund des Erreichens der Altersgrenze von 47 Jahren ausgeschieden, der DFB ernannte dafür mit Sven Jablonski, Martin Petersen, Bibiana Steinhaus und Sören Storks vier neue Schiedsrichter, die jeweils aus der 2. Fußball-Bundesliga aufsteigen. Mit Bibiana Steinhaus pfiff zum ersten Mal eine Frau in der höchsten deutschen Spielklasse für Männerfußball Spiele.
| Name              | Geboren       | Vereinszugehörigkeit        | Landesverband          | Spiele |       |    |    | Anmerkung                                                                                     |
| ----------------- | ------------- | --------------------------- | ---------------------- | ------ | ----- | -- | -- | --------------------------------------------------------------------------------------------- |
| Deniz Aytekin     | 21. Juli 1978 | TSV Altenberg               | Bayern                 | 17     | 66    | 3  | 1  | FIFA-Schiedsrichter                                                                           |
| Benjamin Brand    | 10. Juli 1989 | FC Schallfeld               | Bayern                 | 13     | 38    | 0  | 1  |                                                                                               |
| Felix Brych       | 3. Aug. 1975  | SV Am Hart München          | Bayern                 | 16     | 54    | 1  | 2  | FIFA-Schiedsrichter                                                                           |
| Benjamin Cortus   | 13. Dez. 1981 | TSV Burgfarrnbach           | Bayern                 | 12     | 43    | 2  | 1  |                                                                                               |
| Bastian Dankert   | 9. Juni 1980  | Brüsewitzer SV              | Mecklenburg-Vorpommern | 14     | 46    | 1  | 0  | FIFA-Schiedsrichter                                                                           |
| Christian Dingert | 14. Juli 1980 | TSG Burg Lichtenberg        | Südwest                | 15     | 53    | 1  | 0  | FIFA-Schiedsrichter                                                                           |
| Marco Fritz       | 3. Okt. 1977  | SV Breuningsweiler          | Württemberg            | 12     | 37    | 0  | 3  | FIFA-Schiedsrichter                                                                           |
| Manuel Gräfe      | 21. Sep. 1973 | Hertha 03 Zehlendorf        | Berlin                 | 18     | 42    | 0  | 0  | FIFA-Schiedsrichter                                                                           |
| Robert Hartmann   | 8. Sep. 1979  | SV Krugzell                 | Bayern                 | 14     | 51    | 1  | 1  |                                                                                               |
| Patrick Ittrich   | 3. Jan. 1979  | Mümmelmannsberger SV        | Hamburg                | 13     | 48    | 2  | 1  |                                                                                               |
| Sven Jablonski    | 13. Apr. 1990 | Blumenthaler SV             | Bremen                 | 08     | 17    | 0  | 0  | Erste Saison in der Bundesliga                                                                |
| Robert Kampka     | 21. Feb. 1982 | TSV Schornbach              | Württemberg            | 12     | 54    | 0  | 0  |                                                                                               |
| Harm Osmers       | 28. Jan. 1985 | SV Baden                    | Niedersachsen          | 13     | 46    | 0  | 3  |                                                                                               |
| Martin Petersen   | 28. Feb. 1985 | VfL Stuttgart               | Württemberg            | 08     | 21    | 0  | 0  | Erste Saison in der Bundesliga                                                                |
| Markus Schmidt    | 31. Aug. 1973 | SV Sillenbuch               | Württemberg            | 13     | 54    | 2  | 0  |                                                                                               |
| Daniel Siebert    | 4. Mai 1984   | FC Nordost Berlin           | Berlin                 | 17     | 62    | 1  | 1  | FIFA-Schiedsrichter                                                                           |
| Sascha Stegemann  | 6. Dez. 1984  | 1. FC Niederkassel          | Mittelrhein            | 16     | 41    | 1  | 1  |                                                                                               |
| Bibiana Steinhaus | 24. März 1979 | MTV Engelbostel-Schulenburg | Niedersachsen          | 08     | 17    | 0  | 0  | Erste Schiedsrichterin in der Bundesliga Erste Saison in der Bundesliga FIFA-Schiedsrichterin |
| Tobias Stieler    | 2. Juli 1981  | SG Rosenhöhe                | Hessen                 | 17     | 52    | 2  | 3  | FIFA-Schiedsrichter                                                                           |
| Sören Storks      | 9. Nov. 1988  | VfL Ramsdorf                | Westfalen              | 10     | 32    | 1  | 0  | Erste Saison in der Bundesliga                                                                |
| Tobias Welz       | 11. Juli 1977 | FC 1934 Bierstadt           | Hessen                 | 03     | 07    | 0  | 1  | FIFA-Schiedsrichter                                                                           |
| Frank Willenborg  | 10. Feb. 1979 | SV Gehlenberg               | Niedersachsen          | 11     | 27    | 0  | 1  |                                                                                               |
| Guido Winkmann    | 27. Nov. 1973 | SV Nütterden                | Niederrhein            | 13     | 53    | 3  | 0  |                                                                                               |
| Felix Zwayer      | 19. Mai 1981  | SC Charlottenburg           | Berlin                 | 13     | 47    | 2  | 0  | FIFA-Schiedsrichter                                                                           |
| Gesamt:           | Gesamt:       | Gesamt:                     | Gesamt:                | 306    | 1.008 | 23 | 20 |                                                                                               |
| Stand: Saisonende |               |                             |                        |        |       |    |    |                                                                                               |

## Die Meistermannschaft des FC Bayern München
| 1. | FC Bayern München |
|    | - Tor: Sven Ulreich (29/-); Manuel Neuer (3/-); Tom Starke (2/-) - Abwehr: Joshua Kimmich (29/1); Niklas Süle (27/2); Rafinha (27/1); Mats Hummels (26/1); David Alaba (23/2); Javi Martínez (22/1); Jérôme Boateng (19/1); Juan Bernat (11/-); Lars Lukas Mai (2/-) - Mittelfeld: Thomas Müller (29/8); Corentin Tolisso (26/6); Sebastian Rudy (25/1); James Rodríguez (23/7); Arturo Vidal (22/6); Arjen Robben (21/5); Kingsley Coman (21/3); Franck Ribéry (20/5); Thiago (19/2); Niklas Dorsch (1/1); Meritan Shabani (1/-) - Angriff: Robert Lewandowski (30/29); Sandro Wagner (14/8); Franck Evina (2/-); Kwasi Okyere Wriedt (1/-) - Trainer: Carlo Ancelotti, bis zum 6. Spieltag; Willy Sagnol, Interimstrainer am 7. Spieltag; Jupp Heynckes, ab dem 8. Spieltag; Peter Hermann, am 22. Spieltag anstelle des erkrankten Jupp Heynckes |

* Marco Friedl (1/-) verließ den Verein während der Saison auf Leihbasis zu Werder Bremen.